# Корейська війна
Корейська війна 1950—1953 років — збройний конфлікт між Корейською народно-демократичною республікою та Корейською республікою, що тривав з 25 червня 1950 року до 27 липня 1953 р.
Часто конфлікт часів Холодної війни розглядався як опосередкована війна між США і ООН з південного боку та Народно-визвольною армією Китаю і військово-повітряними силами СРСР з північного. У складі комуністичних збройних сил діяли солдати Корейської Народної Армії, «добровольці» Народно-Визвольної Армії Китаю і Військово-повітряні сили СРСР.
Проти об'єднаних комуністичних військ боролися Південна Корея, США, Британія, Філіппіни, Канада, Туреччина, Нідерланди, Австралія, Нова Зеландія, Таїланд, Ефіопія, Греція, Франція, Колумбія, Бельгія, Південно-Африканський Союз і Люксембург, які діяли у складі збройно-миротворчих сил ООН.
У Південній Кореї цю війну називають «Інцидентом 25 червня», а до початку 90-х років використовували назву «Заколот 25 червня».
У КНДР ця війна зветься Вітчизняною визвольною війною.

## Історичні передумови
Корейський півострів з 29 серпня 1910 року до 15 серпня 1945 року перебував у складі Японської Імперії. 6 серпня 1945 року СРСР денонсував пакт про ненапад 1941 року і через два дні оголосив війну збройним силам Японської Імператорської Армії. Радянські війська 25 армії 1-го Далекосхідного фронту, десантні, морсько-піхотні і моторизовані частини увійшли на Корейський півострів з півночі. Американські піхотні і кавалерійські частини у складі 1 кавалерійської, 24 і 25 піхотних дивізій також увійшли на Корейський півострів з півдня.
10 серпня 1945 року у зв'язку з капітуляцією Японської Імператорської Армії представники США і СРСР домовились розділити Корейський півострів по 38-й паралелі, припускаючи, що останні частини Квантунської Армії генерала Ямади Отодзо — японські піхотні і механізовані з'єднання 58 армії у Кореї, здадуться військам Робітничо-Селянської Червоної Армії під командуванням маршалів Олександра Василевського, Родіона Малиновського, Кирила Мерецкова і генерала Максима Пуркаєва, а капітуляцію останніх угруповань японських військ 58 армії приймуть США. Таким чином, Корейський півострів було розділено на дві частини: на північну під контролем Радянського Союзу і південну під контролем США. Пропонувалося, що розподіл Корейського півострова буде тимчасовим.
У грудні 1945 року представники США і СРСР підписали договір про тимчасове управління країною. У Кореї сформувалися уряди КНДР і Республіки Кореї.
На півдні Корейського півострова США за підтримки ООН провела вибори, внаслідок чого було сформовано тимчасовий уряд на чолі з президентом Південної Кореї Лі Син Маном. Ліві партії бойкотували вибори.
На півночі командування радянської армії передало владу комуністичному уряду на чолі з колишнім майором Червоної Армії, генеральним секретарем Корейської Трудової Партії Кім Ір Сеном.
Антигітлерівська коаліція пропонувала, щоб через деякий час Корейська Народно-Демократична Республіка і Південна Корея об'єдналися, однак в умовах початку Холодної Війни США і СРСР так і не змогли домовитись про деталі об'єднання, тому у 1947 році Організація Об'єднаних Націй з подачі президента США Гаррі Трумена взяла відповідальність за майбутнє Корейського півострова на себе.
Як президент Південної Кореї Лі Син Ман, так і 1-й генеральний секретар Корейської Трудової Партії Кім Ір Сен не приховували своїх намірів: дві корейські держави мали об'єднатися. Прийняті у 1948 році Конституції Південної Кореї і Корейської Народно-Демократичної Республіки проголосили, що метою кожного з двох урядів було розповсюдження своєї влади на всю територію держави. Показово, що згідно з Конституцією Північної Кореї 1948 року, столицею країни вказано Сеул, а Пхеньян є тимчасовою столицею держави, у якій вищі органи влади Корейської Народно-Демократичної Республіки перебувають лише до «визволення» Сеула. 1949 року радянські і американські війська були виведені з Корейського півострова.
Уряд Китайської Народної Республіки стежив за розвитком подій на Корейському півострові. Крім того, 1-й представник Комуністичної партії Китайської Народної Республіки Мао Цзедун був переконаний, що американська інтервенція в Азії дестабілізує ситуацію у регіоні і негативно вплине на його плани розгромити Гоміньданівські війська генералісимуса Чан Кайші, які перебували на Тайвані. З початку 1949 року Кім Ір Сен періодично звертався до радянського уряду з вимогою про допомогу у повномасштабному вторгненні у Південну Корею. Він вирішив, що тимчасовий уряд на чолі з президентом Південної Кореї Лі Син Маном не має популярності і стверджував, що наступ військ Корейської Народної Армії призведе до масового повстання, у ході якого жителі Південної Кореї разом з ними скинуть Сеульський режим.
Йосип Сталін, однак, посилаючись на недостатню міру готовності Корейської Народної Армії, можливість втручання у конфлікт військ ООН і США і розв'язання повномасштабної війни із застосуванням атомної зброї, вирішив не задовольняти вимоги Кім Ір Сена і, ймовірно, вважав, що ситуація на Корейському півострові може призвести до нової війни. Незважаючи на загрозу, СРСР продовжував надавати Корейській Народно-Демократичній Республіці велику військову допомогу. Північна Корея у відповідь на озброєння Республіки Кореї продовжила нарощувати свою військову міць, організовуючи Корейську Народну Армію за радянським зразком і під проводом радянських військових радників. Велику роль грали також етнічні корейці з Китаю, ветерани Народно-Визвольної Армії Китайської Народної Республіки, які зі згоди Пекіна перейшли на службу в Корейській Народній Армії. Тим часом збройні сили Корейської Народно-Демократичної Республіки перевершили південнокорейські війська за усіма ключовими компонентами. Нарешті, у січні 1950 року, після великих коливань і піддавшись на умовляння Кім Ір Сена, Йосип Сталін дав згоду на проведення наступальної операції. Деталі були узгоджені під час його візиту до Москви у березні — квітні 1950 року, а завершальний план наступу було підготовлено радянськими радниками наприкінці травня.
12 січня 1950 року державний секретар США Дін Гудерхем Ачесон заявив, що оборонний периметр США на Тихому океані проходить по Алеутських, Рюкюських і Філіппінських островах, що говорило про те, що Корея не ввійде у сферу американських державних інтересів. Цей факт додав рішучості уряду Корейської Народно-Демократичної Республіки у розв'язанні збройного конфлікту і допоміг переконати Йосипа Сталіна у тому, що військове втручання збройних сил США у конфлікт малоймовірно, саме тому конфлікт має назву Корейської Війни.

## Хід Корейської Війни

### «Мала війна» в районі 38-ї паралелі
Передвісником Корейської війни стала «мала війна» 1949—1950 років, що складалася з «інцидентів» у районі 38-ї паралелі як зі сторони Корейської Народно-Демократичної Республіки, так і Республіки Кореї.
Найгрізнішими з них можна вважати конфлікт за гору Соньяк висотою 488,2 м у провінції Хванхе з травня до липня 1949 року, у волості Качхона уїзду Пексона провінції Хванхе 21 травня — 7 червня, вторгнення Південнокорейської Армії у район Яньяна провінції Канвона кінець червня — липень 1949 року, конфлікт біля гори Инпха у провінції Хванхе з липня до жовтня 49-го року, інцидент у бухті Монгимпхо 6 серпня та інші.
Крім того, у райони північніше і південніше 38-ї паралелі у ході 1949 — початку 1950 років постійно засилалися розвідувально-диверсійні групи з метою проведення підривно-диверсійних і терористичних актів, залякування мирного населення.

### Початок Корейської Війни

Територіальний контроль корейського півострова в ході воєнних дій.

Вранці 25 червня о 4-й годині під прикриттям артилерії війська Корейської Народної Армії під командуванням членів Соціал-Демократичної партії Кореї — заступника Чхве Йен Гона і глави секретаріату Кім Чхека перейшли державний кордон з південним сусідом. Чисельність угруповання Корейської Народної Армії, навченої радянськими військовими радниками, склала 135000 північнокорейських солдатів і офіцерів, у її складі було 150 танків Т-34. З південної сторони чисельність угруповання Південно-Корейської Армії, навченої американським спеціалістами і озброєної американською зброєю, на початок війни склала 150000 солдатів і офіцерів, вона не мала бронетехніки і авіації. Уряд Корейської Народно-Демократичної Республіки заявив, що «зрадник» Лі Син Ман напав на територію Північної Кореї. Наступ військ Корейської Народної Армії у перші дні Корейської Війни виявився успішним. 28 червня війська Корейської Народної Армії узяли столицю Південної Кореї — Сеул. Головні напрямки удару включали Кесон, Чхунчхон, Ийджонбу і Онджин. Був майже повністю зруйнований Сеульський аеропорт Кімпхо. Однак головної мети не було досягнуто — блискавичну перемогу так і не здобули, президенту Південної Кореї Лі Син Ману і його керівництву вдалося врятуватися і залишити Сеул. Масового повстання, на яке розрахувало керівництво Корейської Народно-Демократичної Республіки, також не було. До середини серпня до 90 % території Південної Кореї було зайнято Корейською Народною Армією.
Початок Корейської Війни став неочікуваним для США та інших західних держав: буквально за тиждень, 20 червня Дін Ачесон з Державного департаменту США у своїй доповіді Конгресу заявив, що війна малоймовірна. Президенту США Гаррі Трумену про початок війни повідомили через декілька годин після її початку, у зв'язку з тим, що він на вихідні поїхав на батьківщину у Міссурі, а державний секретар — у Меріленд. З іншого боку, є свідчення того, що початок Корейської війни було заплановано, оскільки США перейшли до евакуації своїх громадян 24 червня.
Незважаючи на післявоєнну демобілізацію американської армії, що істотно послабила її силу в регіоні, США мали тут великий військовий контингент під командуванням генерала Дугласа Макартура в окупованій Японії. За винятком Британської Співдружності, жодна інша держава не мала у регіоні такої військової міці. На початку війни президент Гаррі Трумен наказав військовому губернаторові Японії Дугласу Макартуру забезпечити всім необхідним армію Південної Кореї і провести під прикриттям авіації евакуацію американських громадян. Президент Америки Гаррі Трумен не приймав поради свого оточення розв'язати війну у повітрі проти Корейської Народно-Демократичної Республіки, однак наказав 7-му флоту забезпечити оборону Тайваню, щоб покінчити з політикою невтручання у низку боїв між комуністичними і гоміньданівськими військами. Гоміньданівський уряд на чолі з генералісимусом Чан Кайши, тепер утворений у Тайвані, просив про військову допомогу, однак уряд США відмовив, виправдовувавши свою відмову можливістю втручання у Корейську Війну Китайської Народної Республіки.
25 червня у Нью-Йорку була скликана Рада Безпеки ООН, на порядку денному якого стояло корейське питання. Перша початкова резолюція, пропонована американцями, була прийнята 9-ма голосами «за» та жодним «проти». Представник Югославії утримався, а радянський посол Яків Малик не з'явився на голосування через бойкот Москви. За іншими даними, СРСР не брав участь у голосуванні щодо вирішення Корейської проблеми, оскільки до цього моменту відкликав свою делегацію у знак протесту проти неприйняття в Організацію Об'єднаних Націй китайських представників.
Тоді європейські держави стали на бік США і надали військову допомогу американській армії, яка поспішала на допомогу збройним силам Південної Кореї. Однак війська ООН були відкинуті далеко у Пусан. Військам США і Республіки Кореї не вдалося прорватися з оточення, і вони тільки зуміли стабілізувати фронт по річці Нактонган і 3 серпня 1950 року підірвати міст, щоб не допустити узяття північнокорейськими військами Тегу. Військам Корейської Народної Армії під командуванням Чхве Йен Гона і Кім Чхека було не важко з часом захопити весь Корейський півострів. Однак війська ООН змогли відбити атаки військ Корейської Народної Армії і перейти у контрнаступ.
Під час Теджонської наступальної операції військам Корейської Народної Армії вдалося форсувати річку Кімган, оточити і розділити на дві частини 24-ту піхотну дивізію США, полонивши її командира, генерал-майора Вільяма Діна. Відтак армія США втратила 32000 солдатів і офіцерів, 220 гармат і мінометів, 20 танків, 540 кулеметів і 1300 автомобілів. Під час боїв на річці Нактонган частини 1 кавалерійської і 25 піхотної дивізій були розбиті, на південно-західному напрямку 6 піхотна дивізія і мотоциклетний полк 1-ї армії Корейської Народної Армії розгромили частини відступаючої Південно-Корейської Армії, захопили південно-західну і південну частини Кореї і вийшли на підступи до Масана, змусивши відступити 1-шу морсько-піхотну дивізію. 20 серпня наступ військ Корейської Народної Армії було призупинено. Армія ООН зберегла за собою до 120 км по фронту і до 100—120 км у глибину, і доволі успішно обороняла Пусанський плацдарм. Усі спроби Корейської Народної Армії прорвати лінію фронту не принесли успіхів.

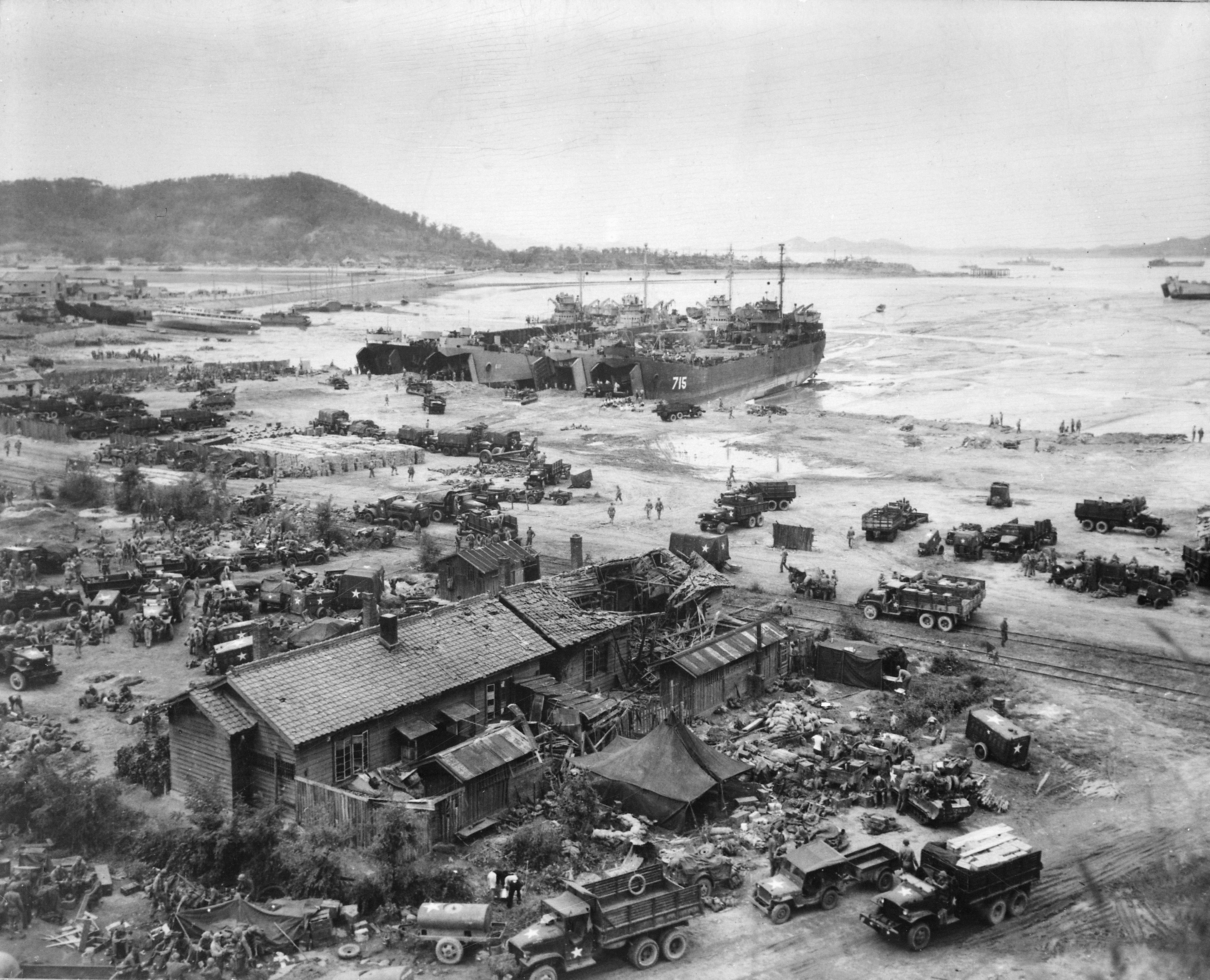
Війська 10-го організаційного армійського корпусу генерал-майора Едварда Елмонда у Інчхоні. Вересень 1950 року

Тепер Армія ООН військового губернатора окупованої Японії Дугласа Макартура отримала підкріплення у складі 9 піхотного полку 2-ї піхотної дивізії США, 6, 70, 72 і 73 танкових батальйонів, 2 танкових рот і 27 британської піхотної бригади і нараховувала 70000 солдатів і офіцерів, 500 танків, 1634 гармати і міномети різного калібру, 1120 літаків.

### Контрнаступ армії ООН

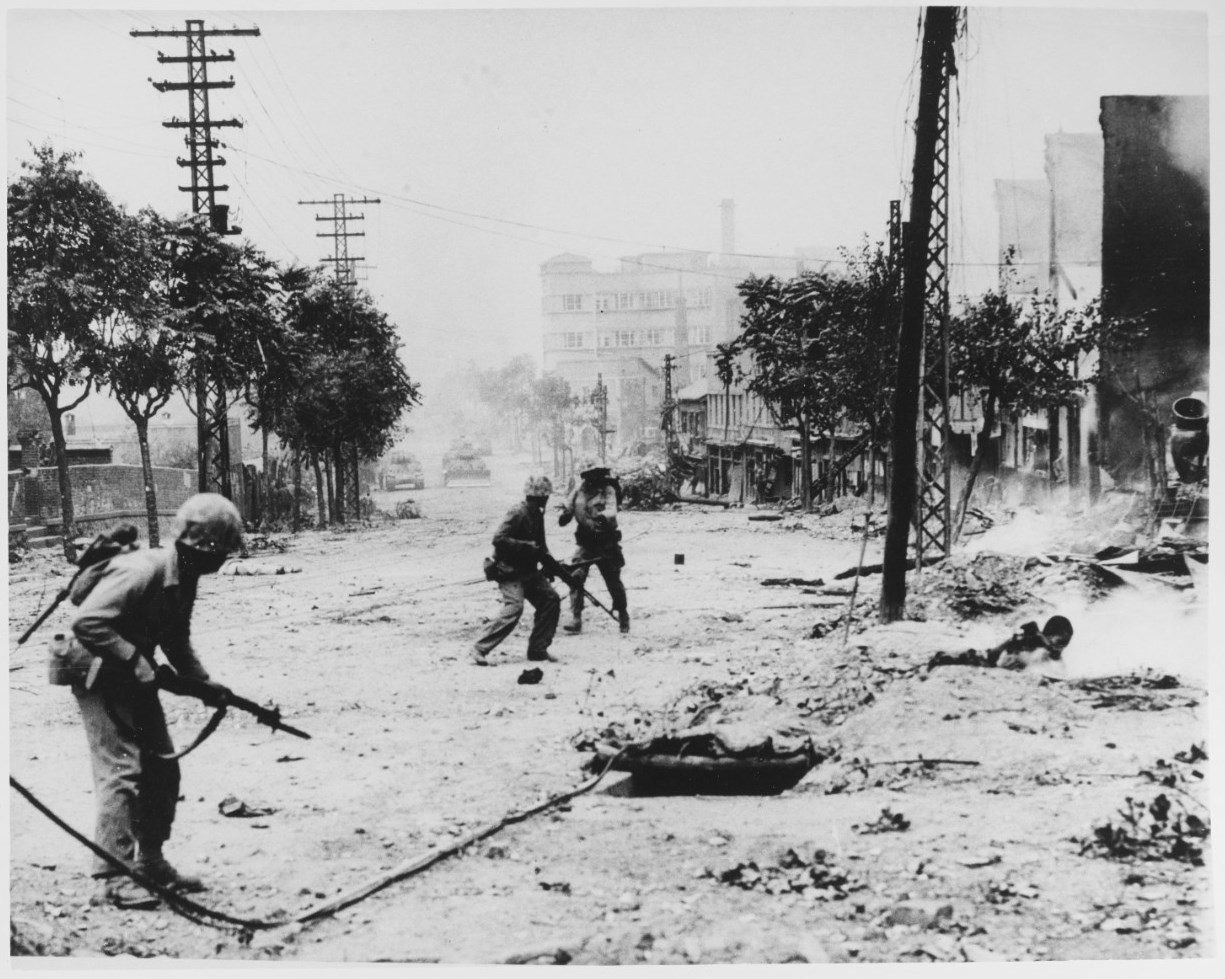
Солдати 1 американської дивізії морської піхоти та 17 південнокорейського піхотного полку ведуть бої з частинами 25-ї стрілецької бригади Корейської Народної Армії на вулицях Сеула. Вересень 1950 року

Контрнаступ військ 8-ї армії США генерала Метью Ріджуея і південнокорейських військ генерала Чон Ніль Гуна і командира 1-ї піхотної дивізії Пак Сон-Ньйопа почався 15 вересня. До цього їх підтримав Тихоокеанський флот США — 230 бойових кораблів. Їм протистояла Корейська Народна Армія під командуванням членів Соціал-Демократичної партії Кореї заступника Чхве Йен Гона і глави секретаріату Кім Чхека. Вона мала 83-й моторизований і 766-й окремий піхотний полки, 105-ту танкову, 1, 2, 3, 4, 5, 6, 8, 12, 13 і 15-ту піхотні дивізії і 25-ту стрілецьку бригаду — 54000 солдатів і офіцерів, 40 танків і 811 гармат.

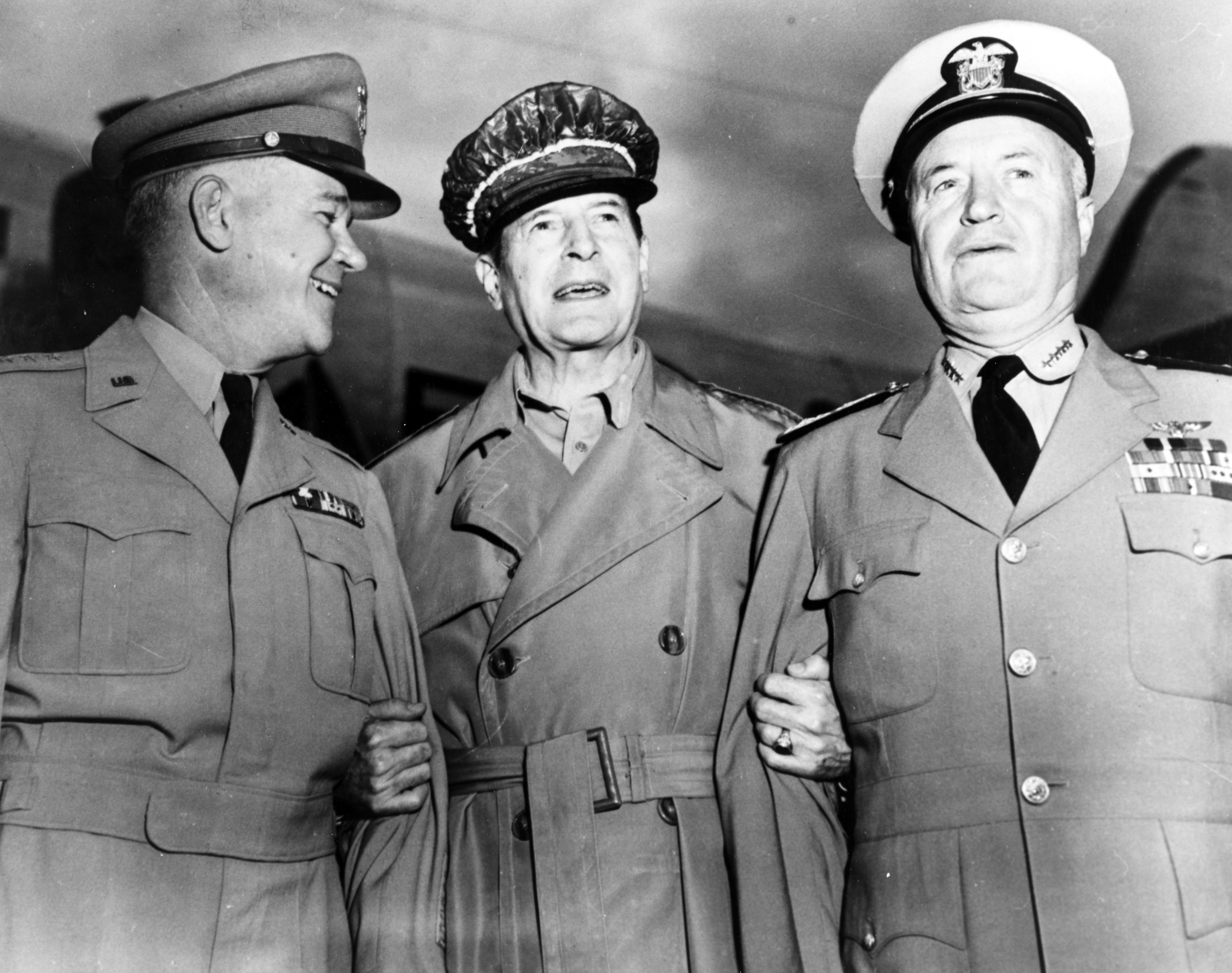
Начальник штабу армії США Лоутон Коллінз, генерал армії та військовий губернатор окупованої Японії Дуглас Макартур і начальник штабу Військово-Морського флоту США Форест Шерман під час обговорення плану десантної операції

Того ж дня 10-й армійський корпус ООН генерал-майора Едварда Елмонда у складі 1 морсько-піхотної і 7 піхотної дивізій, 17 південнокорейського піхотного полку і 41 британського окремого загону Командос провів десантну операцію з метою здобуття Інчхона і столиці Південної Кореї — Сеула. Вже 16 вересня Інчхон був узятий десантними частинами 10-го організаційного армійського корпусу. На південному напрямку у контрнаступ перейшли війська 8-ї армії генерала Метью Ріджуея і південнокорейські війська генерала Чон Ніль Гуна і командира 1-ї піхотної дивізії Пак Сон-Ньйопа, вони мали 36 артилерійських дивізіонів. Війська 10-го організаційного армійського корпусу генерал-майора Едварда Елмонда і 8-ї армії генерала М.Ріджуея з'єдналися і оточили 1-шу армійську групу Корейської Народної Армії. Тепер вже армія ООН 22 вересня заволоділа столицею Південної Кореї — Сеулом і через 15 днів дійшла до 38-ї паралелі. Після серії боїв у районі кордону 1950 року між Корейською Народно-Демократичною Республікою і Південної Кореї війська ООН 11 жовтня перейшли у наступ на Пхеньян.
Крім того солдати Корейської Народної Армії створили 2 оборонні рубежі на відстані 160 і 240 км на північ від 38-ї паралелі. Наказ про оборону Пхеньяна передано переформованим 3, 4 і 6 піхотним дивізіям. Командувачі Корейської Народної Армії Чхве Йен Гон і Кім Чхек провели артилерійську підготовку і авіаційні удари. 20 жовтня усього за 40—45 км північніше Пхеньяна висадився авіадесант до 5000 воїнів і Столиця Корейської Народно-Демократичної Республіки впала.

### Втручання у Корейську війну СРСР і КНР
До кінця вересня стало ясно, що війська Корейської Народної Армії під командуванням Кім Ір Сена, Чхве Йен Гона і Кім Чхека були майже повністю розгромлені, і зайняття Корейського півострова військами ООН стало лише питанням часу. Протягом першого тижня жовтня тривали активні консультації між керівництвом Союзу Радянських Соціалістичних Республік і Китайської Народної Республіки. Крім того, генерал Народно-Визвольної Армії Китайської Народної Республіки Пенг Дегуай вирішив створити у Кореї ударне угруповання з 10 піхотних, 1 танкової дивізій, стрілецької і механізованої бригад, моторизованого і окремого піхотного полків розгромленої Корейської Народної Армії і своїх 33 народно-добровольчих дивізій. Підготовка до подібного варіанту велася до кінця весни 1950 року, коли Йосип Сталін і Кім Ір Сен донесли до відома Мао Цзедуна інформацію про напад на Південнокорейські землі.
Китайське керівництво публічно заявило, що Китайська Народна Республіка вступить у Корейську Війну, якщо війська ООН форсують 38-му паралель. Відповідне попередження було передано через посла Індії у Китайській Народній Республіці на початку жовтня. Однак президент США Гаррі Трумен не вірив у можливість широкомасштабного китайського втручання, і заявив, що китайські попередження є лише «спробами шантажувати Організацію Об'єднаних Націй».
Вже наступного дня після того як 8 жовтня 1950 року війська ООН перейшли державний кордон між Корейською Народно-Демократичною Республікою і Південною Кореєю, Мао Цзедун віддав наказ 33-м китайським народно-добровольчим дивізіям підійти до державного кордону між Китайською Народною Республікою і Корейською Народно-Демократичною Республікою і форсувати річку Ялуцзян. «Якщо ми дозволимо США окупувати весь Корейський півострів, ми повинні бути готові до того, що вони оголосять війну Китаю», — сказав він Сталінові. Прем'єр-міністр Китайської Народної Республіки Чжоу Еньлай був терміново відісланий до Москви для донесення міркувань Мао Цзедуна радянському керівництву. Мао Цзедун у очікуванні допомоги від Йосипа Сталіна відклав дату вступу у Корейську Війну на 6 днів з 13 до 19 жовтня.

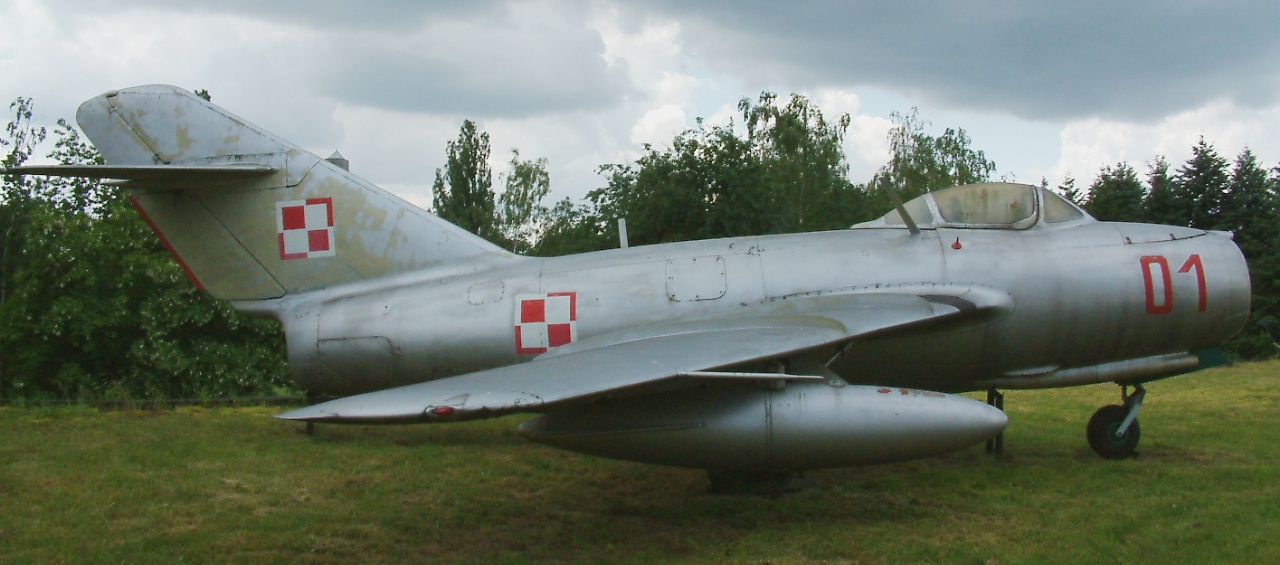
Літак МіГ-15

Однак СРСР обмежився підтримкою з повітря, причому радянські винищувачі МіГ-15 не повинні були підлітати до лінії фронту ближче, ніж на 100 км. Нові реактивні літаки брали верх над застарілими американськими літаками Lockheed F-80 Shooting Star, поки не прибули сучасні літаки North American F-86 Sabre. Про надану Радянським Союзом військову допомогу у США було добре відомо, але задля уникнення ядерного конфлікту жодних заходів з боку США не було вжито. У цей самий час протягом всього періоду Корейської Війни радянські представники публічно і офіційно запевняли, що «радянських пілотів у Кореї немає».
25 жовтня 1950 року президент Гаррі Трумен вирушив на острів Вейк для унеможливлення інтервенції 33 китайських дивізій генерала Пен Дегуая і вжиття заходів для обмеження масштабів Корейської Війни. Там генерал Дуглас Макартур переконав свого президента, що «коли китайці намагатимуться увійти у Пхеньян, у ньому буде велика різанина».
Китайська Народна Республіка більше не могла чекати. До середини жовтня питання про її вступ у Корейську Війну було вирішено і узгоджено з Москвою. Наступ 33 народно-добровольчих дивізій Народно-Визвольної Армії Китайської Народної Республіки генерала Пенга Дегуая почався 25 жовтня 1950 року. Завдяки несподіваності нападу, китайські народно-добровольчі з'єднання зім'яли оборону військ ООН, однак при цьому відійшли у гори. Втрати 33 народно-добровольчих дивізій склали 10000 китайських солдатів і офіцерів, але 8-ма американська армія також втратила 2000 солдатів і офіцерів (не рахуючи 6000 південнокорейських) і змушена зайняти оборону вздовж річки Ханган. Війська ООН, попри удар китайських народно-добровольчих частин, продовжили наступ на річку Ялуцзян.

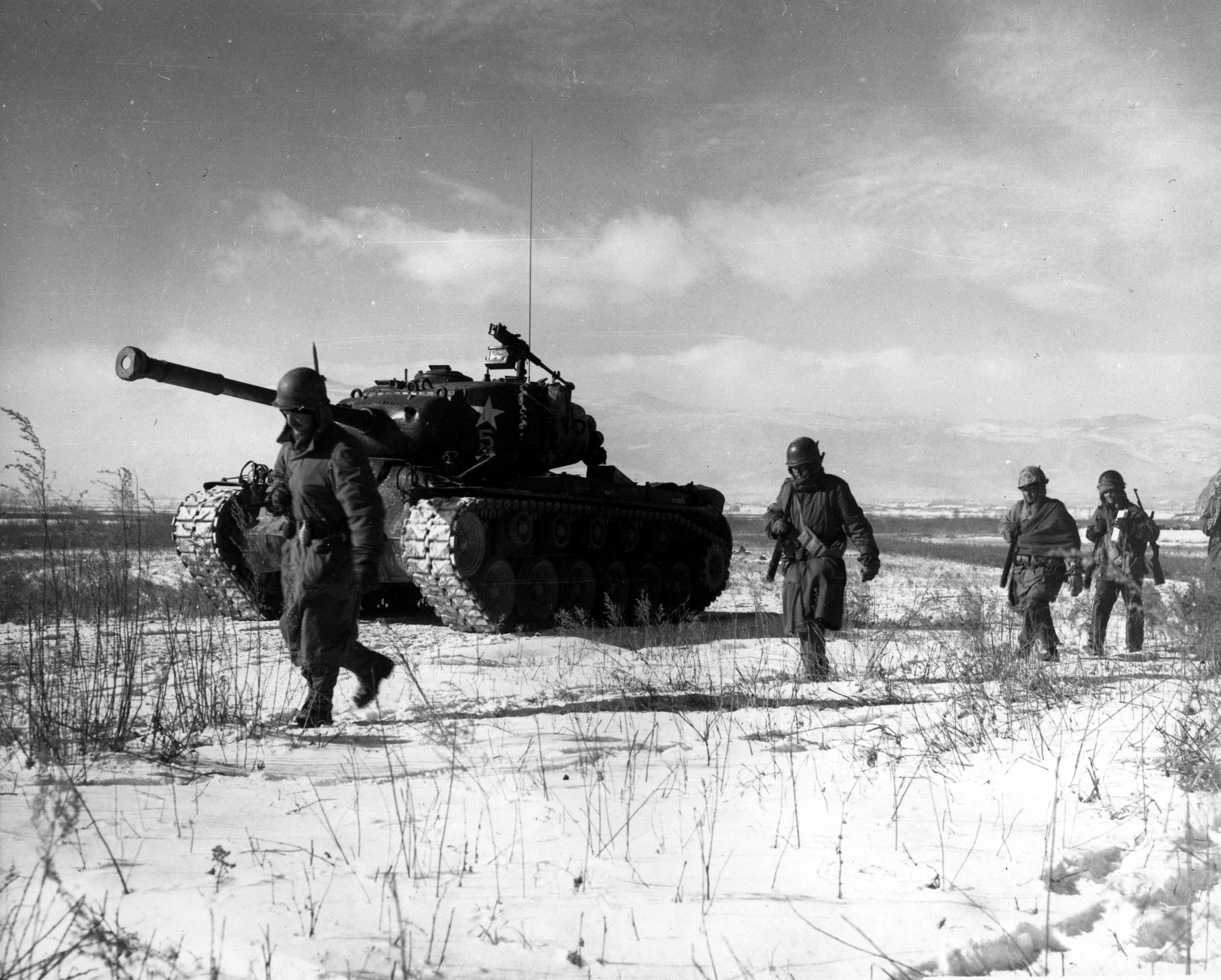
Солдати 1 американської дивізії морської піхоти з танком відходять після розгрому 7 китайських народно-добровольчих дивізій і прориву з оточення. Зима 1950 року

На початку листопада китайські народно-добровольчі частини почали другий наступ. Щоб виманити американців з оборонних позицій між Ханганом і Пхеньяном, генерал Пен Дегуай дав наказ китайським народно-добровольчим дивізіям імітувати паніку. 24 листопада генерал Дуглас Макартур направив частини ООН просто в пастку. Обійшовши Збройні сили ООН із заходу, китайці оточили їх 12 своїми дивізіями і завдали флангового удару по 8-й армії США. Під час битви у Чхосінському водосховищі з 26 листопада до 13 грудня був розбитий полк 7 американської піхотної дивізії. У американської морської піхоти справи йшли набагато краще — попри вимушений відступ на південь, 1 дивізія МП генерала Олівера Сміта розгромила 7 китайських дивізій.
На північному сході Корейського півострова війська ООН відійшли до Хиннама, побудували оборонну лінію і розпочали евакуацію у грудні 1950 року. Загалом до 100 000 американських вояків і 360 000 мешканців Корейської Народно-Демократичної Республіки на військових і торговельних суднах успішно переправили у Південну Корею.
4 січня 1951 року війська Корейської Народної Армії під командуванням Чхве Йен Гона і Кім Чхека і Народно-Визвольної Армії Китайської Народної Республіки під командуванням Пенга Дегуая знову захопили столицю Південної Кореї — Сеул. Війська 8-ї армії США і 10-го організаційного армійського корпусу змушені були відступити. Замість померлого після автомобільної аварії у районі Сеула 23 грудня генерала Волтона Вокера новим головнокомандувачем 8-ї армії США став командир 18-го повітряно-десантного корпусу і ветеран Другої Світової Війни Метью Ріджуей. Він взявся за зміцнення морального і бойового духу своїх воїнів, однак ситуація для них була настільки критичною, що командування розмірковувало про використання ядерної зброї. Усі спроби контрнаступу тим часом не принесли успіхів. Однак у результаті Сеульської наступальної операції, яка почалась 21 лютого 1951 року, організаційним військам майже вдалося відкинути 15 китайських народно-добровольчих дивізій на північ. Нарешті, 7 березня почалась операція. Було обрано два напрямки контрнаступу у центральній частині лінії фронту. Наступ військ ООН виявився успішним. Незабаром війська ООН 18 березня форсували річку Ханган і знову здобули столицю Південної Кореї — Сеул. Однак 22 квітня війська Корейської Народної Армії і Народно-Визвольної Армії Китайської Народної Республіки під командуванням Чхве Йен Гона і Кім Чхека і генерала Пенга Дегуая розпочали контрнаступ. Удару було завдано на західному секторі фронту, а два допоміжних — у центрі і на сході. Північнокорейські піхотні і китайські народно-добровольчі частини прорвали оборону військ ООН, розділили американські війська на окремі угруповання і підійшли до Сеулу. У напрямку головного удару північнокорейських піхотних і китайських народно-добровольчих з'єднань опинилась і 29-та британська піхотна бригада, яка зайняла позиції на річці Імджінган. Втративши у бою чверть особового складу, вона змушена була відступити. Усього у ході наступу з 22 до 29 квітня були поранені і полонені 20 000 американських і південнокорейських солдатів і офіцерів.
11 квітня 1951 року за наказом президента США Гаррі Трумена генерал Дуглас Макартур зрікся командування військами ООН. Було декілька причин, серед них і зустріч Д.Макартура з президентом Тайваню Чан Кайші, проведення наступальних операцій і недостовірні відомості про чисельність китайських військ біля внутрішньокорейського кордону, передані ним президентові Гаррі Трумену на острові Вейк. Крім того, Дуглас Макартур наполягав на ядерному ударі по КНР, попри небажання Гаррі Трумена ядерного конфлікту з СРСР. Гаррі Трумен не був у захваті від того, що Дуглас Макартур бере на себе повноваження, які належать Верховному Головнокомандувачеві, яким є президент США. Військова еліта підтримала президента. Замість генерала Дугласа Макартура новим головнокомандувачем військ ООН став генерал Метью Ріджуей, а новим командиром 8-ї армії США призначено генерал-лейтенанта Ван Фліта.
Наступ військ Корейської Народної Армії під командуванням Чхве Йен Гона і Кім Чхека і Народно-Визвольної Армії Китайської Народної Республіки під командуванням генерала Пенга Дегуая, що розпочався 16 травня, не мав успіху. Головнокомандувач військ ООН Метью Ріджуей 21 травня зумів зупинити наступ і почав наступати по всьому Корейському фронту. Північнокорейські піхотні і китайські народно-добровольчі з'єднання були відкинуті з Південної Кореї на 38-му паралель. Тоді армія ООН перейшла після контрнаступу до позицій, захоплених під час 4-ї Сеульської наступальної операції.
Американський історик і ветеран Корейської Війни Бевін Александер описав тактику китайських добровольців у своїй книзі «Як виграють війни»:

У китайців не було авіації, тільки гвинтівки, кулемети, ручні гранати і міномети. Проти набагато краще укомплектованої американської армії вони використовали ту ж тактику, як і проти націоналістів під час громадянської війни 1946—1949 років. Китайці нападали переважно вночі, причому вибирали невеликі військові формування — роту або взвод — після чого атакували, використавши чисельну перевагу. Особливо нападаючі розділялися на декілька частин по 50—200 чоловік: поки одна частина нападаючих відрізала шляхи відступу, інші узгоджено атакували з фронту і флангів. Атаки тривали доти, поки захисники не були розбиті або полонені. Потім китайці пересувалися на відкритий фланг ближче до наступного взводу і повторювали свою тактику.

### Корейська Війна заходить у глухий кут

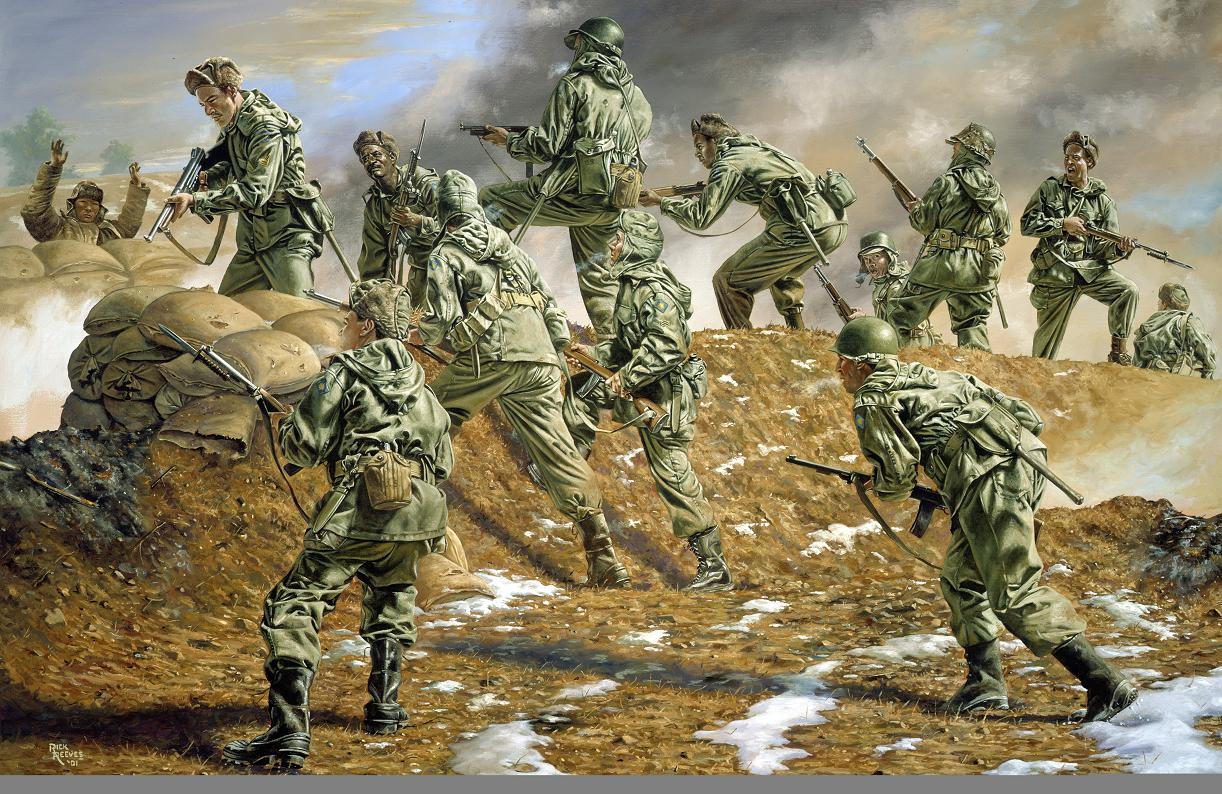
Американські солдати беруть у полон китайських добровольців. Весна 1952 року

До червня 1951 року Корейська Війна досягла критичної точки. Незважаючи на важкі втрати, кожна зі сторін розширила армії до близько мільйона солдатів і офіцерів. Незважаючи на перевагу в технічних засобах, Організація Об'єднаних Націй, була не в змозі досягти вирішальної переваги. Питання про застосування ядерної зброї на Корейському фронті розглядалося американцями неодноразово, але щоразу приймалося рішення про його неефективність. Усім сторонам конфлікту стало ясно, що досягти перемоги будь-якою ціною буде неможливо і необхідні переговори для підписання миру. Вперше сторони сіли за стіл переговорів у Кесоні 8 липня 1951 року, однак під час дискусій Корейська Війна продовжилася.
Метою військ ООН було становлення Південної Кореї у довоєнних кордонах. Командування Народно-Визвольної Армії Китайської Народної Республіки висунуло схожі умови. Обидві сторони свої вимоги закріпили кровопролитними наступальними операціями. Так, під час наступу 31 серпня — 12 листопада 1951 р. війська 8-ї армії втратили 22 000 солдатів і офіцерів (не рахуючи 38 000 ООНівських військовиків). Наприкінці листопада китайські народно-добровольчі частини почали контрнаступ, втративши до 100 000 солдатів і офіцерів. Незважаючи на кровопролиття Корейської Війни, її фінальний період характеризувався лише відносно невеличкими змінами лінії фронту і довгими періодами дискусій про можливе завершення Корейської Війни.
До початку зими головним предметом переговорів стала репатріація військовополонених. Комуністи погодились на добровільну репатріацію за умови, що всі північнокорейські і китайські військовополонені будуть повернуті на батьківщину. Однак багато військовополонених не захотіли повертатися. Крім того, група Народно-Армійських військовополонених мала громадянство Південної Кореї, а воювала на стороні Корейської Народної Армії з примусу. Щоб зірвати процес просіювання «відмовників», командування північнокорейськими народно-армійськими і китайськими народно-добровольчими частинами направило у південнокорейські табори військовополонених своїх агентів, які провокували безладдя.
|                          | Ми б'ємося у Кореї для того, щоб нам не довелося воювати в Уічиті, в Чикаго, в Новому Орлеані чи в бухті Сан-Франциско |
| — Гаррі Трумен. 1952 рік | |

### Закінчення війни
Дуайт Ейзенхауер, обраний президентом США 4 листопада 1952 року, ще до офіційного вступу на посаду здійснив поїздку до Кореї для того, щоб на місці з'ясувати, що може бути зроблено для припинення війни. Однак поворотним моментом стала смерть Сталіна 5 березня 1953, незабаром після якої Президія ЦК КПРС проголосувала за закінчення війни. Втративши підтримку з боку СРСР, Китай погодився на добровільну репатріацію військовополонених, за умови відсіву «відмовників» нейтральним міжнародним агентством, до якого увійшли представники Швеції, Швейцарії, Польщі, Чехословаччини та Індії. 20 квітня 1953 почався обмін першими хворими та покаліченими полоненими.
Після прийняття ООН пропозиції Індії про припинення вогню, договір був укладений 27 липня 1953. Примітно, що представник Південної Кореї генерал Чхве Док Сін відмовився підписати документ, оскільки режим Лі Син Мана, на той момент куди більш одіозний, ніж північнокорейський, ратував за продовження війни. Від імені сил ООН підпис під договором поставив командир американського контингенту генерал Марк Вейн Кларк. Лінія фронту була зафіксована в районі 38-й паралелі, а навколо неї була проголошена демілітаризована зона (ДМЗ). Ця територія досі охороняється військами КНДР з півночі та американо-корейськими військами з півдня. ДМЗ проходить дещо північніше від 38-й паралелі в східній своїй частини та трохи південніше на заході. Місце мирних переговорів, Кесон, стара столиця Кореї, було частиною Південної Кореї до війни, проте зараз воно є містом зі спеціальним статусом КНДР. Донині мирний договір, який формально завершував би війну, не підписаний.

### Подальші події
З метою укладення мирного договору, в квітні 1954 в Женеві була скликана мирна конференція, яка, однак, завершилася безрезультатно. Північ та Південь внесли свій пакет пропозицій, мало сумісний з ідеями один одного. Хоча «північ» була більш налаштована на поступки, США та їхні союзники зайняли ультимативну позицію, відмовляючись фіксувати попередні домовленості навіть у тих ситуаціях, де точки зору збігалися. 16 червня 1954, відмовившись від чергового пакету пропозицій СРСР і КНДР, країни — учасники конференції оголосили, що «нарада не дійшла згоди».
У січні 1958 США розмістили на території Південної Кореї ядерну зброю, що суперечило пункту 13d Договору про перемир'я, тим самим в односторонньому порядку скасувавши одну з його найважливіших статей. Ядерну зброю було повністю вивезено з країни лише 1991 року.
13 грудня 1991 КНДР і Республіка Корея підписали за посередництва ООН Угоду про примирення, ненапад, співпрацю та обміни. У ньому обидві корейські держави фактично визнали суверенітет та самостійність один одного. РК і КНДР зобов'язалися не втручатися у внутрішньополітичні справи один одного, не робити відносно один одного ворожих дій, поважати соціально-економічні системи один одного.
Однак раніше досягнуті домовленості були дезавуйовані Лі Мьон Баком в 2010 р. (після інциденту із затопленням корвета «Чхонан»), а квітнева криза 2013 призвела до того, що КНДР перестала вважати себе пов'язаною умовами не лише Угоди 1953, а й документу 1991 р. 8 березня 2013 уряд КНДР анулював мирний договір з Південною Кореєю про ненапад.
«Всі дії уряду, політичних партій та організацій тепер будуть виходити з того, що наша країна перебуває у стані війни з Півднем», — Північнокорейське Центральне телеграфне агентство, 30.03.2013.

## Хронологічна таблиця

### 1950
- 25 червня — Північна Корея вторгається на південнокорейську територію з силами в 135 тисяч людей.
- 27 червня — США оголошує про своє втручання. 7-мий флот США займає позицію біля острова Тайвань. Збитий перший у цій війні північнокорейський літак, радянський Як.
- 28 червня — Авіація США завдає удару по північнокорейських силах біля річки Хан. Північнокорейська армія окуповує Сеул.
- 29 червня — 18 бомбардувальників В-26 роблять рейд на аеродром біля Пхеньяну. 25 ворожих літаків знищено на землі, 1 Як збитий у повітрі.
- 30 червня — Президент США Трумен дозволив висадку піхотинців у Південній Кореї та бомбування Північної Кореї.
- 1 липня — Перші піхотні загони США прибувають до Кореї. Серед них оперативна група Сміта (Task Force Smith).
- 2 липня — Атакований торпедоносцями американський легкий крейсер «Джуно»(USS Juneau) нищить 3 з 4 ворожих суден.
- 3 липня — Американська та австралійська авіація помилково атакує наземні сили Південної Кореї.
- 5 липня — Біля Осану американська оперативна група Сміта (Task Force Smith), маючи 406 піхотинців і 134 артилеристи, приймає перший бій, зазнає значних втрат, але на якийсь час затримує швидке просування армії КНДР.
- 12 липня — 8-ма Армія США бере під контроль всі наземні операції в Кореї.
- 12-23 липня — Північнокорейськими військами 3-ї та 4-ї Дивізії захоплено південнокорейське місто Теджон, багато техніки 24-ї Піхотної Дивізії США, та взятий у полон генерал-майор Вільям Дін.
- 13 липня — Генерал-лейтенант Волтон Вокер береться за керівництво наземними операціями в Кореї.
- 13-26 липня — 6-та Північнокорейська дивізія просувається на південь непоміченою уздовж західного узбережжя Кореї, захоплює Чінджу та, обійшовши 8-му Армію сил ООН, атакувавши Чінджу, спрямовує свій рух до Пусану.
- 18 липня — Висадка американського десанту в Похандоні. Авіаційним ударом американців знищено нафтоочисний завод у Вонсані, Північна Корея.
- 22 липня — В битві за Таежон американці зазнають великих людських втрат та відступають на південь.
- 24-25 липня — 3-тя дивізія Північної Кореї перемагає американські 8-й і 5-й кавалерійські полки і захоплює м. Йондон, але, втративши 2 000 вбитими та пораненими через артилерійський обстріл, зупиняє свій наступ.
- 25-31 липня — 6-та північнокорейська дивізія вибиває 19 Полк 24-ї Дивізії США з Чінджу, та окуповує Чінджу.
- 26 липня — 8-ма Армія США починає відступ до раніше підготованих позицій.
- 31 липня — До Пусану прибувають сили 9-го піхотного полку 2-ї піхотної дивізії США.
- 4 серпня — Встановлено кругову оборону навколо Пусану. Оборона Пусану триває до 16 вересня.
- 8 серпня — 6-й, 70-й та 73-й танкові батальйони висаджуються в Пусані.
- 13 серпня — Перший американський контрнаступ зупинено.
- 15 серпня — Після чотириденного бою сили ООН призупиняють рух військ Північної Кореї.
- 16 серпня — 72-й Танковий Батальйон та дві танкові роти висаджуються в Пусані, підсилюючи оборону міста. Тепер сили ООН переважають сили Північної Кореї в танках, в артилерії, в людях, та досі мають повітряне панування.
- 29 серпня — 27-ма британська бригада приєднана до оборони Пусану.
- 15 вересня — Висадка військ ООН у північно-західній частині Південної Кореї, в порту Інчхон,- операція CHROMITE.
- 29 вересня — Сили ООН повністю займають Сеул після тижня боїв.
- 7 жовтня — Війська ООН тиснуть північнокорейців на північ, перетинають 38 паралель, старий кордон між двома державами, задля спроби об'єднання Кореї.
- 10 жовтня — 1-й корпус військ Південної Кореї здобуває порт Вонсан.
- 14 жовтня — Китайські комуністичні воєнні сили перетинають річку Ялу, починають бойові дії на північнокорейському боці, проти військ ООН.
- 15 жовтня — Президент Трумен зустрічається з Макартуром на острові Вейк, розглядаються сценарії майбутніх дій.
- 19 жовтня — ООН займає Пхеньян, столицю Північної Кореї.
- 26 жовтня — 10-й корпус та 1-ша дивізія морської піхоти США висаджуються в Вонсані.
- 29 жовтня — 7-ма дивізія сил США висаджується в Івоні.
- 1 листопада — Китайський наступ біля Юнсану.
- 24 листопада — Генерал МакАртур починає свою наступальну кампанію «Вдома до Різдва».
- 27-30 листопада — Чотири китайські армії атакують 1-шу дивізію морської піхоти США та 7-му піхотну дивізію США в районі водосховища Чосін.
- 30 листопада — Президент США Трумен оголошує про можливість застосування ядерної зброї проти Китаю.
- 30 листопада — 11 грудня — 1-ша дивізія морської піхоти США оточена китайськими військами і виривається з оточення в районі водосховища Чосін. 10 китайських атакуючих дивізій зазнають значних втрат.
- 11 грудня — Закінчується китайський наступ на Чойсінському водосховищі. Сили ООН відступають. ООН починає евакуацію своїх сил в Хиннамі.
- 23 грудня — Генерал Вокер вмирає після автоаварії, генерал Ріджуей приймає під своє керівництво 8-му армію.
- 24 грудня — Останні війська 10-го корпусу евакуйовані з території Північної Кореї.

### 1951

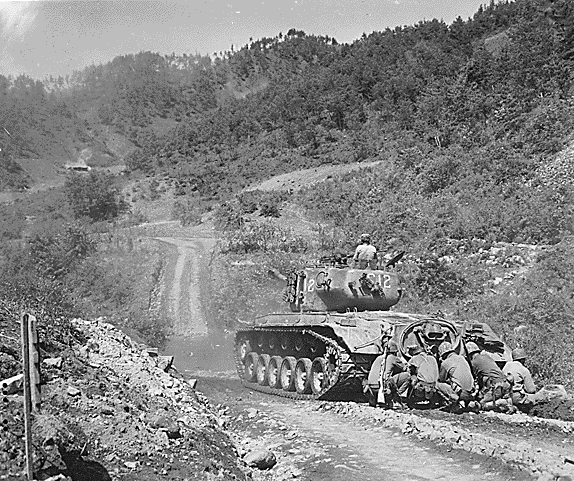
Морські піхотинці США прикриваються танком, який стріляє по комуністичних позиціях.

- 4 січня — Сеул окуповано китайцями.
- 5 січня — Війська ООН покидають Інчхон.
- 25 січня — Сили ООН відновлюють офензиву.
- 10 лютого — Інчхон знову окупований силами ООН.
- 11 лютого — Контрнаступ китайців починається біля Хонсону.
- 11-12 лютого — Китайськими силами знищено 8-му Дивізію Південної Кореї в районі Хонсону.
- 18 лютого — Комуністичні сили починають відступ уздовж всієї фронтової смуги.
- 21 лютого — 8-ма Армія починає операцію «Кіллер», — наступ на північ силами 9-го та 10-го корпусів.
- 1 березня — Фронтова смуга розташована між 37-ю та 38-ю паралелями.
- 18 березня — Війська ООН займають Сеул.
- 11 квітня — Місце генерала МакАртура займає генерал Метью Ріджуей.
- 13 червня — ООН будують укріплення уздовж 38-ї паралелі.
- 10 червня — В Косоні починаються переговори про припинення вогню. Війна продовжується 6-ма тижнями після цього.
- 23 вересня — Після 18-денної битви сили ООН займають «Хребет розбитого серця».
- 27 листопада — Починаються переговори про припинення вогню в Панмунджоні.

### 1952
- 25 травня — Рейд 9-ти танків 245-го танкового батальйону та 45-ї піхотної дивізії США, на Агок, відбувається як відповідь на три напади комуністів на сектор.
- 6 — 14 липня — Операція «Каунтер»(Counter). 45-та піхотна дивізія США атакує противника задля встановлення 11-ти опорних баз на Горбі — 266, прозваному «Старим лисим горбом»(Old Baldy). Водночас,2 китайських батальйони переходять в атаку на Опорну Базу ООН на Горбі-191.
- 17 липня — 4 серпня — Триває битва за «Старий лисий горб»(Горб-266).
- 23 липня — Авіацією ООН пошкоджена північнокорейська енергосистема, що призводить до майже повного припинення електропостачання в Північній Кореї та 25 % в північно-східній частині Китаю.
- 29 серпня — Відбувається найбільший у цій війні авіаційний напад сил ООН на місто Пхеньян. Робиться 1403 авіавилітів.
- 1 вересня — 144 літаків військово-морського флоту США нищать північнокорейський нафтоочисний завод в Аоджі.
- 17-24 вересня — Американський 65-й піхотний полк із 3-ї піхотної дивізії оточений китайською армією на сторожевій заставі «Келлі».
- від 9 жовтня до липня — Тривають бомбові удари ООН проти споруд постачання противника.
- 14 — 25 жовтня — Операція «Шоудаун»(Showdown), — битва за Горб-598, тобто «Снайперський гребінь» (Sniper Ridge).
- 3 листопада — Ведуться бої в районі «Гребня розбитого серця» (Heartbreak Ridge).
- 25 грудня — 38-й Піхотний Полк 2-ї Піхотної Дивізії США відбиває напад китайських сил на опорний пункт на «Горбі Ті-Бон» (T-Bone Hill).

### 1953
- 28 березня — Лідери КНР та Північної Кореї погоджуються на обмін військовополоненими.
- 18 квітня — Сили ООН виходять переможцями в битві за «Горб свинячої відбивної».
- 26 квітня — Відновлюються мирні переговори.
- 14 червня — Комуністичні альянти відштовхують сили Південної Кореї на південь.
- 18 червня — Південна Корея відпускає 27 тисяч північнокорейських військовополонених, які відмовляються від репатріації.
- 25 червня — Китайці розпочинають активні воєнні дії проти армії Південної Кореї.
- 10 липня — Поновлюються мирні переговори.
- 27 липня — Мирна угода підписана між США, Північною Кореєю та КНР. Південна Корея від підписання угоди відмовилась. Бої припинені близько 22 години.
- 4 вересня — Починається обмін військовополоненими.

## Наслідки
Корейська війна була першим збройним конфліктом часів холодної війни та стала прообразом багатьох подальших конфліктів. Вона створила модель локальної війни, коли дві наддержави воюють на обмеженій території без застосування ядерної зброї. Корейська війна вивела холодну війну, яка в той час більше пов'язується з конфронтацією між СРСР і деякими країнами Європи, в нову, більш гостру фазу протистояння.
В січні 2010 року влада КНДР заявила, що хоче провести переговори з США щодо укладення мирного договору, який би прийшов на зміну угоді про перемир'я, припинив корейську війну.

### Корея

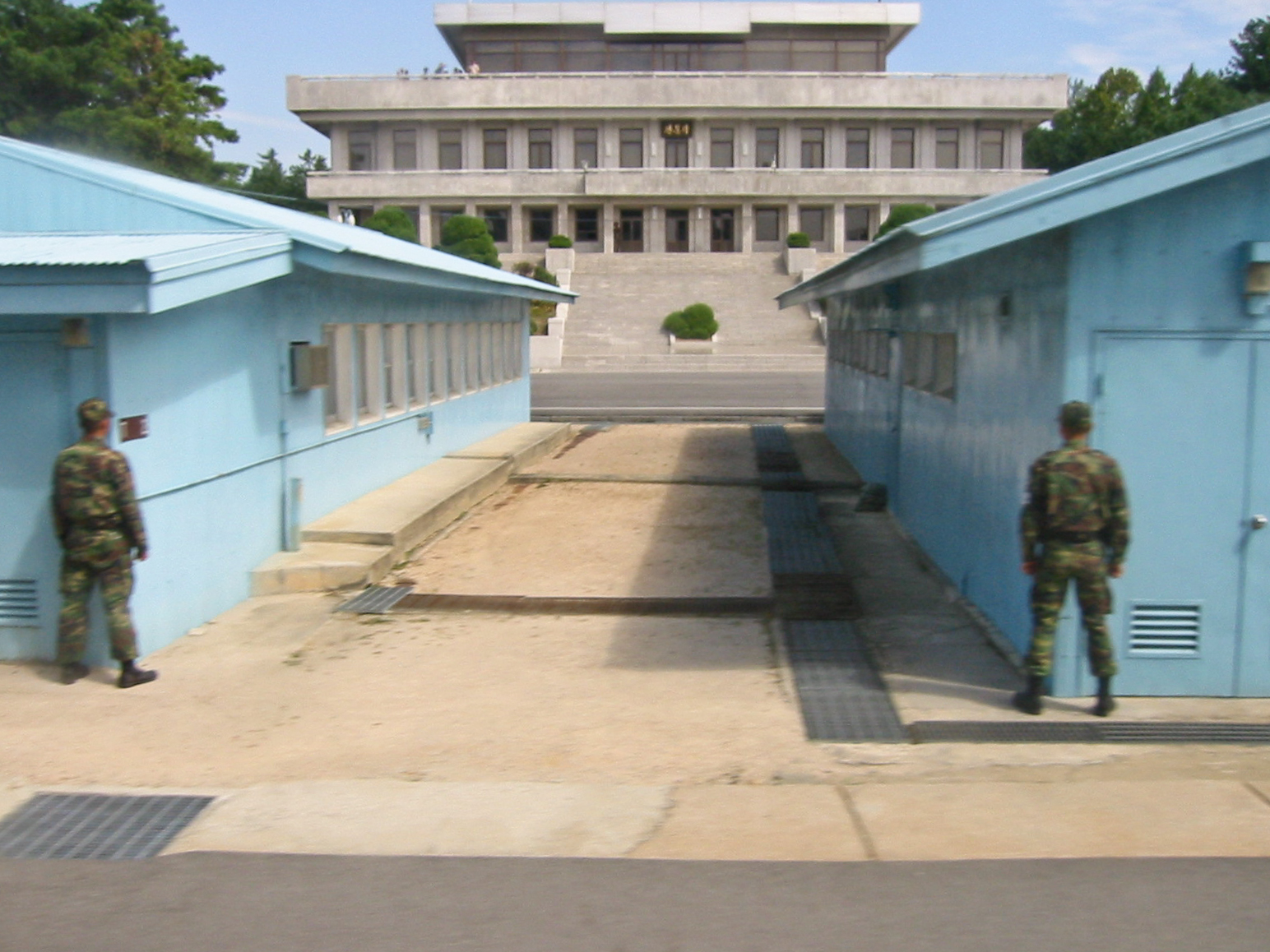
Пханмунджом, кордон між Північною та Південною Кореєю в районі ДМЗ

Було зруйновано понад 80 % промислової та транспортної інфраструктури обох держав, три чверті урядових установ, близько половини всього житлового фонду.
По завершенні війни півострів залишився розділеним на зони впливу СРСР і США. Американські війська залишилися в Південній Кореї як миротворчий контингент.
Міністерство оборони Південної Кореї припускає, що після припинення бойових дій 1953 року КНДР звільнила далеко не всіх південнокорейських полонених. Відомий ряд випадків, коли південнокорейські військовослужбовці тікали з полону через кілька років після війни. Зокрема, в листопаді 2001 року в Південну Корею втекло 19 осіб КНДР, серед яких виявився військовослужбовець, який перебував у полоні близько півстоліття.

### США

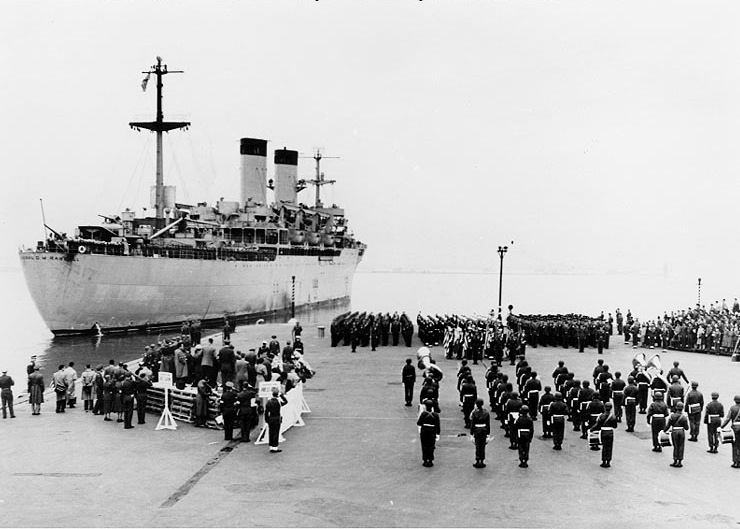
Перших американських жертв війни відправляють додому з Йокогами. 11 березня 1951

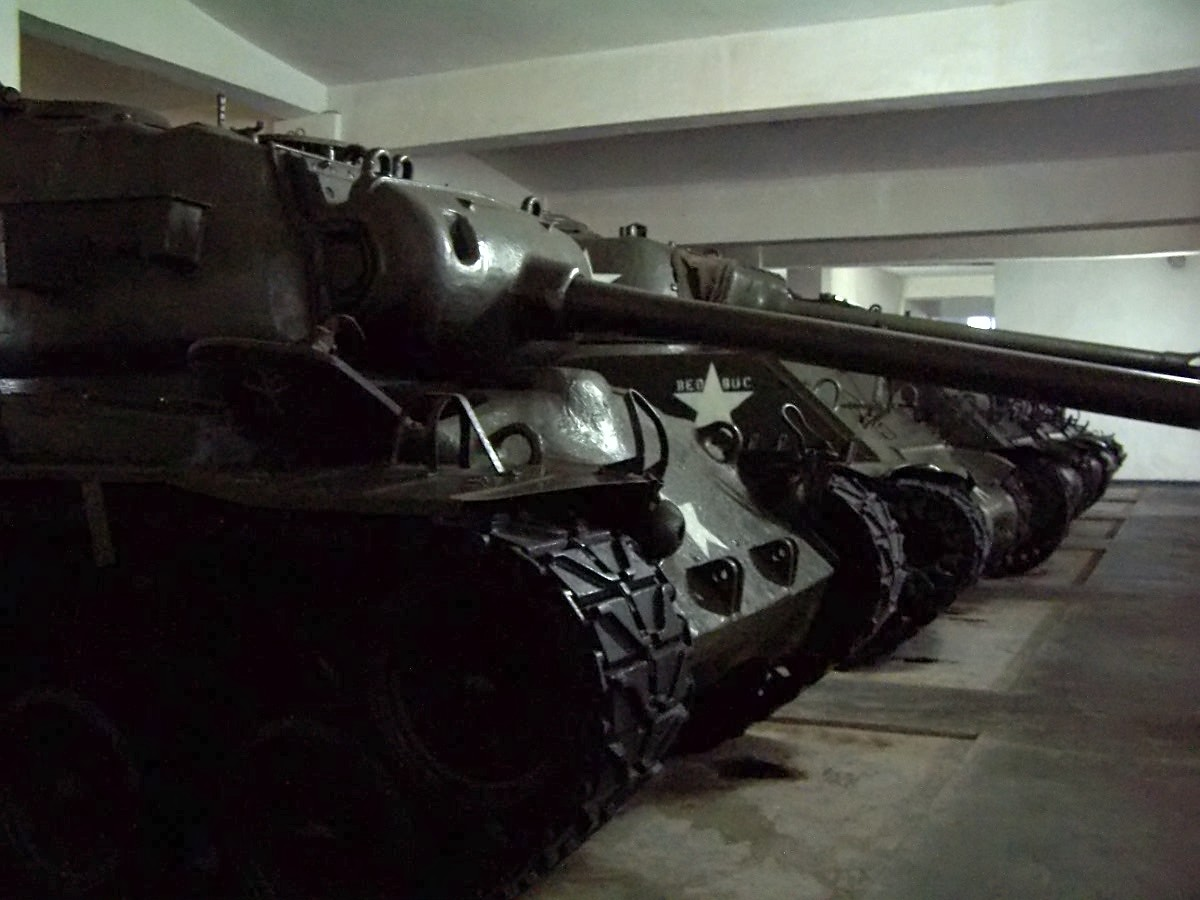
Трофейні американські танки, захоплені північнокорейської армією

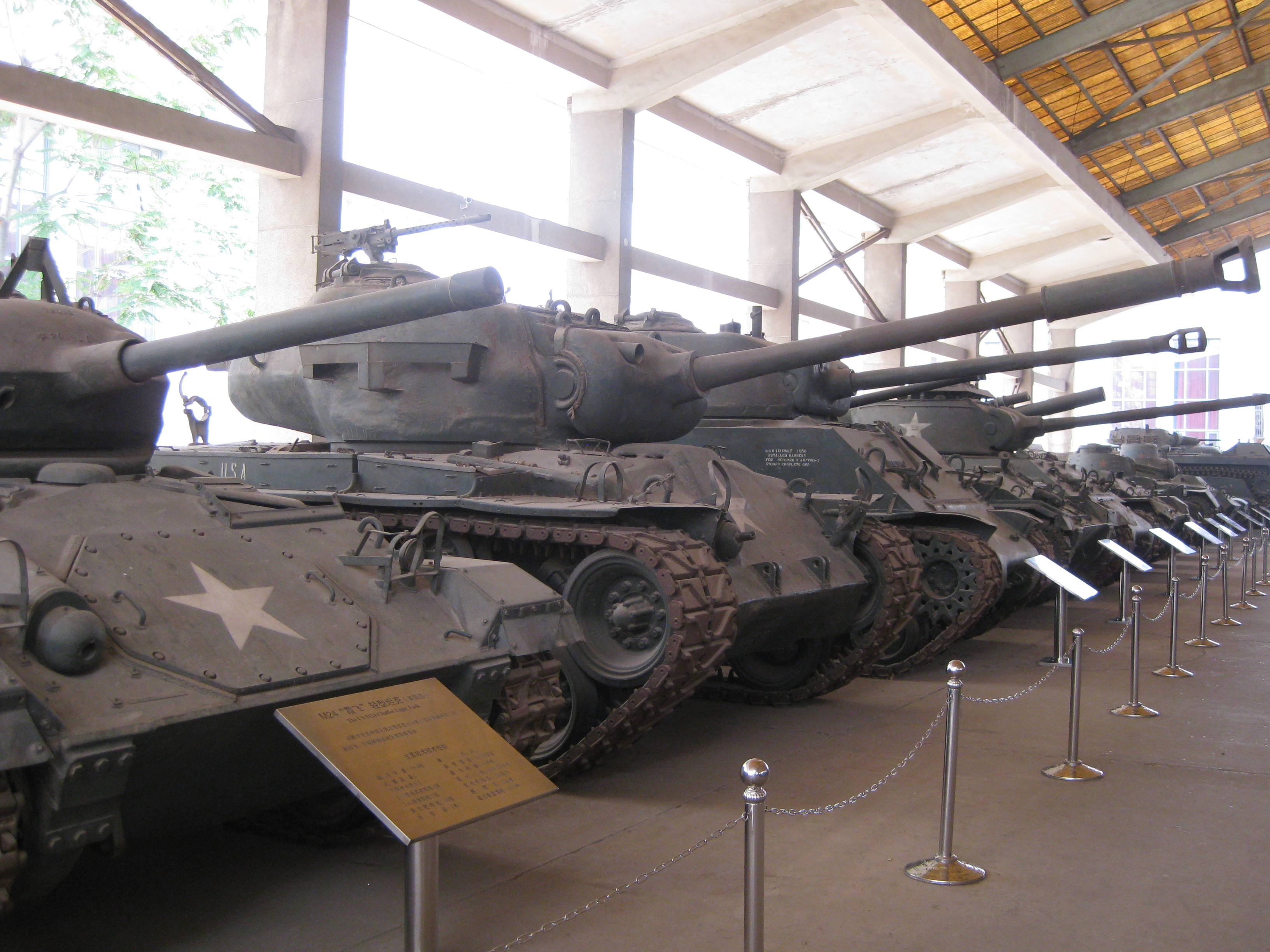
Трофейні американські танки, захоплені китайською армією

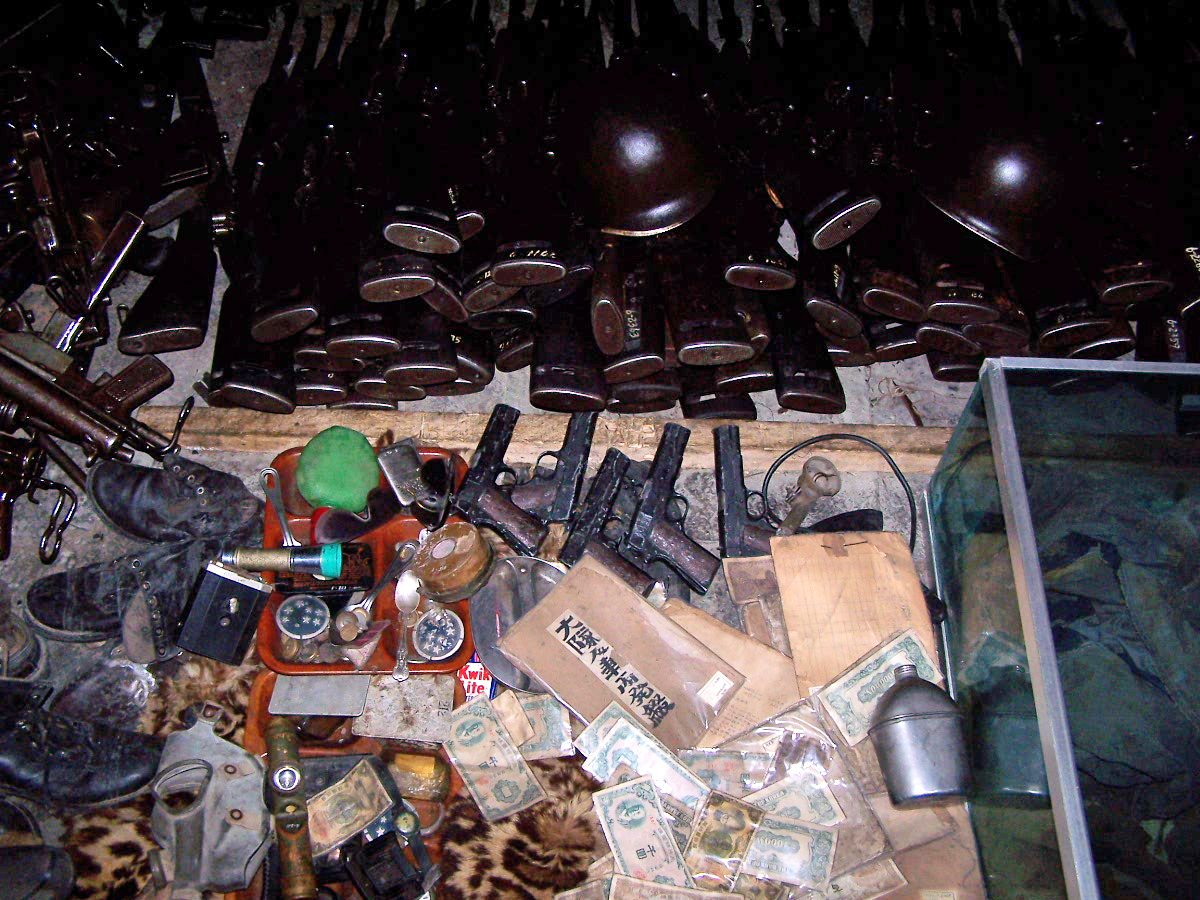
Захоплена американська зброя

За повідомленням газети «Нью-Йорк Таймс» на 21 липня 1953 офіційно оголошені втрати США становили 24965 військовослужбовців убитими, 101368 — пораненими, 2938 — полоненими, 8476 — зниклими безвісти, та 1125 — захопленими в полон або зниклими безвісти, але повернутими додому. Загалом — 139272 постраждалих.. Після закінчення війни між США і КНДР було укладено угоду щодо проведення пошукових робіт з метою виявлення останків військовослужбовців США, зниклих безвісти під час війни. Тільки в період з початку 2001 року до початку жовтня 2001 були ідентифіковані останки 17 військовослужбовців США, загиблих під час війни в Кореї та виявлених під час пошукових робіт на Корейському півострові, їхні імена були виключені з переліку зниклих безвісти та включені в перелік загиблих військовослужбовців США. Однак за офіційними даними США, загальна кількість військовослужбовців США, зниклих безвісти під час війни в Кореї, як і раніше, перевищувала 8100 осіб. У період з 1996 до початку січня 2005 були знайдені останки понад 200 солдатів та офіцерів США. З 4 березня 2005 пошукові роботи продовжені. На 2014 рік кількість зниклих безвісти військовослужбовців США як і раніше перевищує 7800 осіб. Крім того, з 1992 року при посольстві США в Москві діє спеціальне агентство, яке займається з'ясуванням долі зниклих безвісти військовослужбовців США. Тільки в період до початку вересня 2003 року за сприяння з боку комісії при президенті РФ у справах військовополонених, інтернованих та зниклих безвісти було встановлено понад 200 військовослужбовців США, загиблих на Корейському півострові під час війни в Кореї
Ще 4463 військовослужбовців потрапили в полон. Смертність у північнокорейських таборах для військовополонених була визнана безпрецедентно високою за всю військову історію Америки — 38 %, за іншими даними — 40 %.
Для військовослужбовців, які пройшли Корейську війну, американцями була випущена спеціальна медаль «За службу в Кореї». Пізніше пам'ять про Корейську війну була затьмарена В'єтнамською війною, завдяки чому Корейську війну стали називати Забутою війною або Невідомою війною. 27 липня 1995 в Вашингтоні був відкритий Меморіал ветеранів Корейської війни.
За підсумками Корейської війни стала очевидна недостатня підготовленість американської армії до бойових дій, і після війни військовий бюджет США був збільшений до 50 млрд доларів, чисельність армії і ВПС подвоєні, а військові бази США були відкриті в Європі, на Близькому Сході та інших районах Азії. Також було дано старт багатьом проектам з технічного переозброєння армії США, під час яких військові отримали в своє розпорядження такі види зброї, як гвинтівки M16, 40-мм гранатомети M79, літаки F-4 «Фантом».
Війна також змінила погляди Америки на країни третього світу, особливо в Індокитаї. До 1950-х років США дуже критично ставилися до спроб Франції відновити там свій вплив шляхом придушення місцевого опору, проте після Корейської війни США стали допомагати Франції в боротьбі проти В'єтмінь та інших націонал-комуністичних місцевих партій, забезпечуючи до 80 % французького військового бюджету у В'єтнамі.
Корейська війна також позначила початок спроб расового зрівнювання в американських військах, в яких служило багато чорношкірих американців. 26 липня 1948 президент Трумен підписав указ, згідно з яким чорношкірі солдати служили в армії на тих же умовах, що й білі. І якщо на початку війни все ще існували частини лише для чорношкірих, до кінця війни вони були скасовані, а їх особовий склад влився в загальні частини. Останньою спеціальною військовою одиницею лише для чорношкірих був 24-й піхотний полк. Він був розформований 1 жовтня 1951. США досі тримають великий військовий контингент у Південній Кореї з метою збереження статус-кво на півострові.

### Китайська Народна Республіка
Згідно з офіційними даними КНР, китайська армія втратила на Корейській війні 390 тисяч осіб. З них: 114 084 убито під час бойових дій; 21 600 померли від ран; 13 000 померли від хвороб; 25 621 полонені або пропали безвісти; 260 тисяч поранені в боях. Натомість, згідно з багатьма як західними так і східними джерелами до 1 мільйона китайських солдатів було вбито в боях, померло від хвороб, голоду та нещасних випадків. Один із синів Мао Цзедуна (кит.: 毛澤東), Мао Аньін (кит.: 毛岸英), також загинув у бойових діях на корейському півострові.
Після війни серйозно погіршилися радянсько-китайські відносини. Хоча рішення Китаю вступити у війну багато в чому диктувалося його власними стратегічними міркуваннями (в першу чергу — прагненням зберегти буферну зону на Корейському півострові), китайське керівництво підозрювало, що для досягнення власних геополітичних цілей СРСР свідомо використовував китайців як «гарматне м'ясо». Невдоволення викликала і та обставина, що військова допомога, всупереч очікуванням Китаю, не надавалась на безоплатній основі. Виникла парадоксальна ситуація: Китаю довелося використовувати кредити від СРСР, спочатку отримані на розвиток економіки, для того, щоб платити за поставки радянської зброї. Корейська війна внесла чималий внесок у зростання антирадянських настроїв в керівництві КНР і стала однією з передумов радянсько-китайського конфлікту. Однак та обставина, що Китай, покладаючись виключно на свої сили, власне вступив у війну з США і завдав американським військам серйозні втрати, говорив про зростаючу могутність держави та з'явився передвісником того, що скоро в політичному сенсі з Китаєм доведеться рахуватися.
Іншим наслідком війни став провал планів остаточного об'єднання Китаю під владою КПК. В 1950 керівництво країни активно готувалося до заняття острова Тайвань, останнього оплоту сил Гоміньдану. Американська адміністрація на той момент ставилася до Гоміньдану без особливої симпатії й не збиралася надавати його військам пряму військову допомогу. Однак через початок Корейської війни запланований десант на Тайвань довелося скасувати. Після закінчення військових дій США переглянули свою стратегію в регіоні та недвозначно заявили про свою готовність захищати Тайвань у випадку вторгнення комуністичних армій.

### Республіка Китай
Після закінчення війни 14 тисяч військовополонених з армії Китаю прийняли рішення не повертатися в КНР, а вирушити до Тайваню (в Китай повернулося лише 7110 китайських полонених). Перша партія цих військовополонених прибула на Тайвань 23 січня 1954. В офіційній гоміньдановськой пропаганді їх стали називати «добровольцями-антикомуністами» (кит.: 反共 義士). 23 січня на Тайвані з того часу стало називатися «Всесвітнім Днем Свободи» (кит.: 自由日).
Корейська війна мала й інші довготривалі ефекти. До початку конфлікту в Кореї США фактично відвернулися від гоміньданівського уряду Чан Кайши, який до того часу сховався на острові Тайвань, і не мали ніяких планів по втручанню в китайську громадянську війну. Після війни США стало очевидно, що з метою глобального протистояння комунізму необхідно всіляко підтримувати антикомуністичний Тайвань. Вважається, що саме відправка американської ескадри в Тайванську протоку врятувала уряд Гоміньдану від вторгнення сил КНР і можливого розгрому. Антикомуністичні настрої на Заході різко посилилися внаслідок Корейської війни, відігравали чималу роль в тому, що аж до початку 1970-х років більшість некомуністичних держав не визнавало китайської держави та підтримувало дипломатичні відносини лише з Тайванем.

### Японія
На Японію справили політичний вплив як поразка Південної Кореї в перші місяці війни, так і початок лівого руху у самій Японії на підтримку північної коаліції. До того ж, після прибуття на Корейський півострів підрозділів американської армії безпека Японії стала подвійно проблематичною. Під наглядом США Японія створила внутрішню поліцію, яка потім розвинулася в Сили самооборони Японії (яп. 自衛隊). Підписання мирного договору з Японією (яп. 日本国 と の 平和 条約, більш відомого як договір Сан-Франциско), прискорило інтеграцію Японії в міжнародне співтовариство.
В економічному відношенні Японія отримала від війни чималі вигоди. Протягом конфлікту Японія була головною тиловою базою південної коаліції. Постачання в американські війська було організоване через спеціальні структури забезпечення, які дозволяли японцям ефективно торгувати з Пентагоном. Близько 3,5 млрд доларів було витрачено американцями на придбання японських товарів за весь час війни. Дзайбацу (яп. 財閥), які на початку війни викликали недовіру у американських військових, почали активно торгувати з ними — Міцуї (яп. 三井), Міцубісі (яп. 三菱) та Сумітомо (яп. 住友) були серед тих дзайбацу, які процвітали, наживаючись на торгівлі з американцями. Промислове зростання в Японії в період між березнем 1950 року і березнем 1951 склало 50 %. До 1952 виробництво вийшло на передвоєнний рівень, подвоївшись за три роки. Ставши незалежною країною після договору в Сан-Франциско, Японія також позбулася деяких зайвих витрат.

### Європа
Розв'язання Корейської війни переконало західних лідерів у тому, що комуністичні режими становлять для них серйозну загрозу. США намагалися переконати їх (включаючи ФРН) в необхідності зміцнювати оборону. Однак озброєння Західної Німеччини сприймалося неоднозначно лідерами інших європейських держав. Пізніше зростаюча напруженість в Кореї та вступ у війну Китаю змусило їх переглянути свою позицію. Для стримування формувалася армія ФРН, уряд Франції запропонував створити Європейський Оборонний комітет, наднаціональну організацію під егідою НАТО.
Кінець Корейської війни позначив зменшення комуністичної загрози і, таким чином, необхідність у створенні подібної організації істотно знизилася. Парламент Франції відклав ратифікацію угоди про створення Європейського Оборонного комітету на невизначений термін. Причиною цього були побоювання партії де Голля втрати Францією суверенітету. Створення Європейського Оборонного комітету так і не було ратифіковано і ініціатива провалилася при голосуванні в серпні 1954.

### СРСР

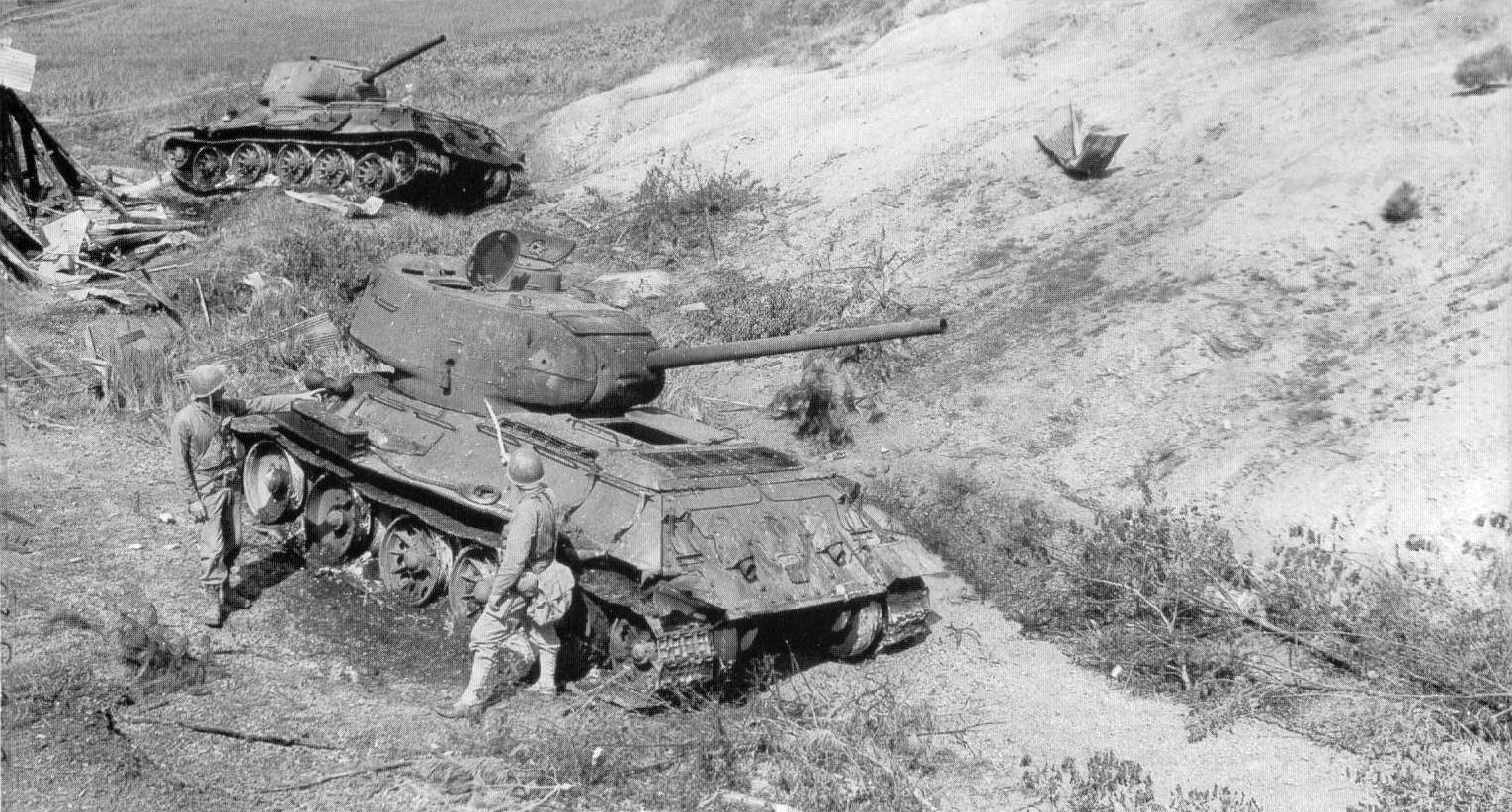
Північнокорейські танки Т-34-85, підбиті американськими танками M26 «Першинг»

Для СРСР війна в політичному плані була багато в чому невдала. Головна мета — об'єднання Корейського півострова під керівництвом «дружнього режиму» — досягнута не була, межі частин Кореї залишилися практично незмінними. Корейська війна прискорила укладення мирного договору США з Японією, потепління відносин Німеччини з іншими західними країнами, створення військово-політичних блоків АНЗЮС (1951) та СЕАТО (1954). Проте в країнах третього світу допомога СРСР одній зі сторін Корейської війни та протистояння ООН призвели до зростання його авторитету, точніше до зростання надій цих країн на аналогічну допомогу. Багато з них після цього стали на соціалістичний шлях розвитку, вибравши своїм покровителем СРСР.
Економічно війна стала тягарем для народного господарства СРСР: різко зросли військові витрати. Але за всіх недоліків близько 30 тисяч радянських військовослужбовців, так чи інакше брали участь у конфлікті, отримали цінний досвід ведення локальних воєн, були випробувані новітні види озброєнь, зокрема, бойовий літак МіГ-15. Були захоплені зразки американської військової техніки, що дозволяло радянським інженерам та вченим застосувати американський досвід при розробці нових видів озброєнь та успішніше готуватися до нової війни.